# リパニの戦い
リパニの戦い (リパニのたたかい、チェコ語：Bitva u Lipan)又はチェスキー・ブロトの戦いは、1434年5月30日にプラハの40km東のリパニで発生した戦い。
フス戦争を実質的に終わらせた。
ボヘミア同盟(ウトラキスト(穏健派フス派)+カトリック)が、大プロコプ率いる過激派フス派(ターボル派+シロッツィ)を破った。

## 戦闘
過激派は戦術的に有利な丘の上にワゴンブルクを布陣し、両軍は暫く睨みあった。
ウトラキストが交渉による平和的解決を試みたが、3日間の交渉は決裂した。
同盟は進軍したが、大砲の射程内には入らず撤退した。
過激派はワゴンブルクを解除して追撃したが、この撤退は過激派をワゴンブルクから引きずり出すための罠で、同盟の射撃に曝された。
同時に過激派陣地近くに隠れていた同盟軍の重騎兵が、開いたワゴンブルクに侵入した。
過激派は短時間で崩壊し、シロッツィ隊長のチャペクは部下と共に近くのコリーンに撤退した。
戦闘は軽装備の過激派への虐殺となり、大プロコプと小プロコプは戦死した。
ロハーチは捕虜となり、助命を約束されて投降した700人の一般兵は騙され、焼き殺された。

## 戦後
ターボル派ははっきりと弱体化し、シロッツィに到っては軍団ですらなくなった。
1436年7月5日、イフラヴァでバーゼルの誓約が結ばれ、フス派の聖餐方式が認められ、翌年には異端認定が解除された。
8月、ジギスムントは全主要勢力に認められてボヘミア王となった。
ロハーチ率いるターボル派残党は、クトナー・ホラ近郊のシオン城に籠城したが、ジギスムント軍に破られ捕えられた。
1437年9月9日、ロハーチはプラハで絞首刑に処された。
彼は最期までジギスムントを王と認めなかった。